# Eesti meistrid 1928
Il campionato estone di calcio 1927 fu l'8ª edizione del torneo; vide la vittoria finale del Tallinn JK che conquistò il suo secondo trofeo.

## Formula del torneo
Il torneo era ad eliminazione diretta.

## Primo turno
Le eliminazioni erano tra squadre della stessa regione di provenienza.

### Tallinn

#### Quarti di finale
- Üenüto 1-2 Hõimla
- NMKüto 2-1 Edu
- Puhkekodu 13-0 Tekas
- Äriteenijad 3-1 Vitjas

#### Semifinali
- Hõimla 5-0 NMKüto
- Puhkekodu 1-2     Äriteenijad

#### Finale
- Hõimla 3-1     Äriteenijad

### Pohja-Eesti

#### Finale
- Kalev (Rakvere) 3-1 Astra (Narva)

### Louna-Eesti
Tartu JK qualificata.

### Lääne-Eesti

#### Finale
- Püsivus (Kohila) 1-2    Ühendus (Jõelehtme)

### Kesk-Eesti

#### Primo turno
- Pärnu JK 4-5 Vaprus (Pärnu)
- Kalju (Sindi)   qualificata direttamente
- Türi spordiring 8-1 Leola (Võhma)
- Kalju (Sindi)   2-2 Vaprus (Pärnu) 
  - (Kalju passa direttamente al turno successivo; probabilmente il Vaprus non si presentò allo spareggio)

#### Finale
- Türi spordiring 3-0 Kalju (Sindi)

## Secondo turno
- Ühendus (Jõelehtme) 2-5 Türi sportiring
- Kalev Rakvere passa direttamente.
- ÜENÜ Hõimla 1-5 Tartu JK
- Türi spordiring 4-2     Kalev Rakvere

### Finale
- Tartu JK 1-0 Türi sportiring
- Tartu JK qualificata al terzo turno

## Terzo turno
- TS Võitlea 2-1 Narva Võitlea
- TS Võitlea 4-2     Tervis Pärnu
- TS Võitlea 0-3 Tartu JK

## Finale
Tallinn JK      4-1     Merkur Tallinn